# Bulbul à gorge verte
Arizelocichla chlorigula
Espèce
Synonymes
- Andropadus chlorigula (désuet)

Le Bulbul à gorge verte (Arizelocichla chlorigula) est une espèce de passereaux de la famille des Pycnonotidae.

## Répartition
Il se trouve en Tanzanie.

## Systématique
Elle est considérée par certains ornithologistes comme une sous-espèce d'Arizelocichla nigriceps.
D'après le Congrès ornithologique international, c'est une espèce monotypique (non divisée en sous-espèces).